# 950-й реактивний артилерійський полк (РФ)
950-й реактивний артилерійський полк, військове реактивне артилерійське формування у складі 2-ї загальновійськової армії Центрального військового округу Росії. Умовна назва - військова частина 92190 (в/ч 92190).
Полки розміщено у селищі Тоцьке-2 в Оренбурзькій області. 
Розформований у 2012 році.

## Склад
- управління,
- 3 реактивних дивізіони,
- батарея управління,
- рота матеріального забезпечення,
- рота технічного забезпечення,
- інженерно-саперний взвод,
- взвод РХБЗ.[1]

## Озброєння
На озброєнні: 24 РСЗО "Ураган".